# Thysanognatha nigra
Thysanognatha nigra är en fjärilsart som beskrevs av Swinhoe 1902. Thysanognatha nigra ingår i släktet Thysanognatha och familjen nattflyn. Inga underarter finns listade i Catalogue of Life.